# Sky Ferreira
Sky Tonia Ferreira, född 8 juli 1992 i Venice i Los Angeles, är en amerikansk sångerska, låtskrivare, modell och skådespelerska. Hon släppte sitt debutalbum Night Time, My Time på Capitol Records 2013.